# 黃璋 (弘治舉人)
黃璋（15世紀—16世紀），字廷珮，廣東廣州府番禺縣人，明朝政治人物。

## 生平
黃璋是弘治八年（1495年）乙卯科廣東鄉試舉人，正德十年（1515年）授南康知縣，為政剛毅廉介，曾在要地設立兩塊旌善懲惡牌，大眾都佩服其公正，十一年（1516年）輋賊謝志珊逼近縣城七日，他帶領人民固守，城得獲全，不久他在任內去世，行李蕭然，士民都感到傷心。

## 引用
1. 1 2  同治《番禺縣志·卷三十九·列傳八》：黃璋，字廷宜，宏治八年舉人，正德間知南康，廉介自持、剛毅有執，立旌善懲惡牌二於要地，善惡直書其名，眾服其公正，卒官士哀之。 據《粤大記》補
2. ↑  同治《南康縣志·卷六·秩官》：黃璋，順德人，正德乙亥知縣事，廉介自持，性剛果有執守，立旌善懲惡之牌於要地，善惡皆直書名，眾服其公，丙子輋賊謝志珊逼城七日，率民固守，城竟賴以全，未幾卒於官，行李蕭然，士民哀之。 郡志